# Пјацага (Комо)
Пјацага је насеље у Италији у округу Комо, региону Ломбардија.
Према процени из 2011. у насељу је живело 3 становника. Насеље се налази на надморској висини од 557 м.